# 루벤 외스틀룬드
루벤 외스틀룬드(Ruben Östlund, 1974년 4월 13일 ~ )는 스웨덴의 영화 감독이다. 영화 《더 스퀘어》와 《슬픔의 삼각형》을 통해 칸 영화제 황금종려상을 2회 수상했다.

## 작품 목록
- 몽골로이드 기타 (2004)
- 분별없는 행동 (2008)
- 플레이 (2011)
- 포스 마쥬어: 화이트 베케이션 (2014)
- 더 스퀘어 (2017)
- 슬픔의 삼각형 (2022)
- 엔터테인먼트 시스템 이즈 다운 (미정)